# Felipe Pomar
Felipe Pomar Rospigliosi (Distrito de Miraflores, Lima, en 1943), es un surfista peruano. Fue campeón mundial de tabla de 1965 por la International Surfing Federation (ISF).

## Biografía
Estudió en el Markham College y luego fue enviado al Church College of Hawái. Se inició en el mundo de la tabla en 1958, cuando conoció a Pitty Block, y este le hizo conocer el Club Waikiki y el mundo del surf.
Ganó el Campeonato Mundial de Tabla 1965, convirtiéndose en el primer peruano en conseguir tal logro y hasta la fecha el único hispanoamericano en haberlo conseguido. Actualmente, está dedicado en probar que el surf tiene como ancestro al caballito de totora peruano y radica en Hawái.